# Deutsche Meisterschaften im Rennrodeln 2015
Die vorgezogenen Deutschen Meisterschaften im Rennrodeln 2015 fanden am 20. Dezember 2014 auf der Rennrodelbahn Oberhof statt. Aufgrund des engen Terminkalenders fanden die Wettkämpfe zwischen den Weltcupstationen in Calgary (12.–13. Dezember 2014) und Königssee (3.–4. Januar 2015) statt.
Die Titel in den Einzelwettbewerben gingen an Titelverteidigerin Tatjana Hüfner bei den Frauen, Andi Langenhan bei den Männern und die Weltcupführenden Toni Eggert/Sascha Benecken bei den Doppelsitzern. Damit gelingen alle Meistertitel an Fahrer aus Thüringen, die die Wettkämpfe in Oberhof auf ihrer Heimbahn bestritten.

## Ergebnisse

### Einsitzer der Frauen
| Platz | Sportlerin           | Verein                        | Zeit     |
| ----- | -------------------- | ----------------------------- | -------- |
| 1     | Tatjana Hüfner       | RC Blankenburg                | 1:23,678 |
| 2     | Natalie Geisenberger | ASV Miesbach                  | +0,078   |
| 3     | Dajana Eitberger     | RC Ilmenau                    | +0,237   |
| 4     | Anke Wischnewski     | WSC Erzgebirge Oberwiesenthal | +0,456   |
| 5     | Nathalie Hahn        | BRC 05 Friedrichroda          | +0,633   |
| 6     | Aileen Frisch        | SSV Altenberg                 | +0,713   |
| 7     | Svenja Oestreicher   | RRV Sonneberg                 | +1,655   |
| 8     | Nadine Kadner        | SSV Altenberg                 | +1,773   |

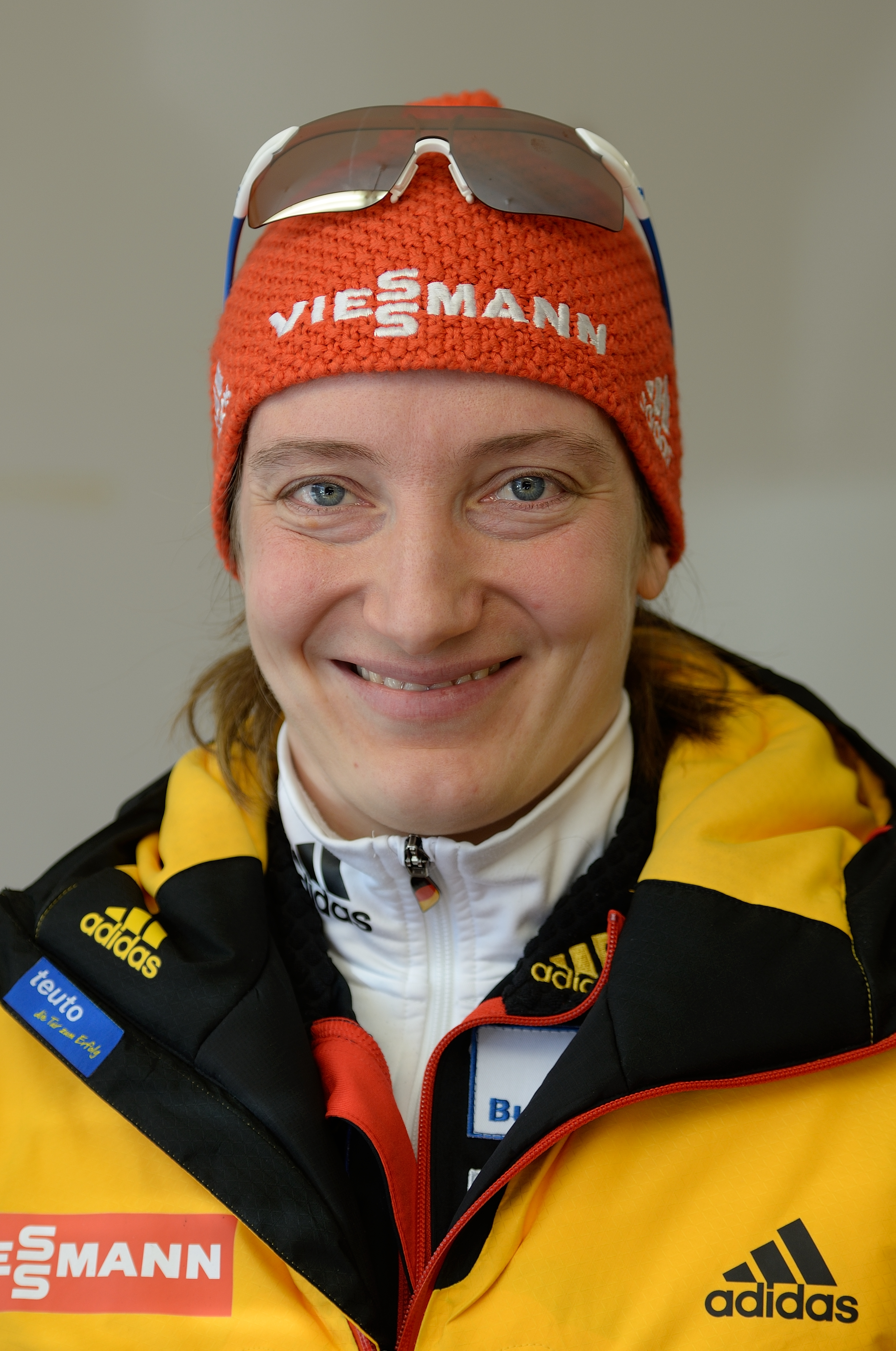
Tatjana Hüfner, Deutsche Meisterin

Bei den Frauen gelang es Tatjana Hüfner ihren Meistertitel vor der Weltcupführenden Natalie Geisenberger sowie der späteren Europameisterin Dajana Eitberger zu verteidigen und damit nach 2009, 2012 und 2014 ihre vierte Deutsche Meisterschaft zu gewinnen. Auf Rang 4 fuhr, bei der letzten Teilnahme ihrer Karriere, die Vorjahres-Zweite Anke Wischnewski. Die Dritte des Vorjahres, Aileen Frisch, kam auf der Oberhofer Bahn hinter Nathalie Hahn auf Rang 6 und beendete nach der Saison ebenfalls ihre Karriere, allerdings aufgrund von Perspektivlosigkeit im Bob- und Schlittenverband für Deutschland. Seit Januar 2017 startet sie für die südkoreanische Rennrodel-Nationalmannschaft. Die weiteren Plätze belegten Svenja Oestreicher und Nadine Kadner.

### Einsitzer der Männer
| Platz | Sportler              | Verein                        | Zeit     |
| ----- | --------------------- | ----------------------------- | -------- |
| 1     | Andi Langenhan        | RRC Zella-Mehlis              | 1:27,819 |
| 2     | Ralf Palik            | WSC Erzgebirge Oberwiesenthal | +0,224   |
| 3     | Julian von Schleinitz | WSV Königssee                 | +0,295   |
| 4     | Felix Loch            | RC Berchtesgaden              | +0,543   |
| 5     | Johannes Ludwig       | BSR Rennsteig Oberhof         | +0,550   |
| 6     | Chris Eißler          | ESV Lok Zwickau               | +0,649   |
| 7     | Christian Paffe       | BRC Hallenberg                | +0,931   |
| 8     | Toni Gräfe            | RC Ilmenau                    | +1,062   |
| 9     | Florian Berkes        | RT Suhl                       | +1,263   |
| 10    | Nils Moschner         | BSC Winterberg                | +1,801   |
| 11    | Anton Schreiber       | WSV Erzgebirge Oberwiesenthal | +1,922   |

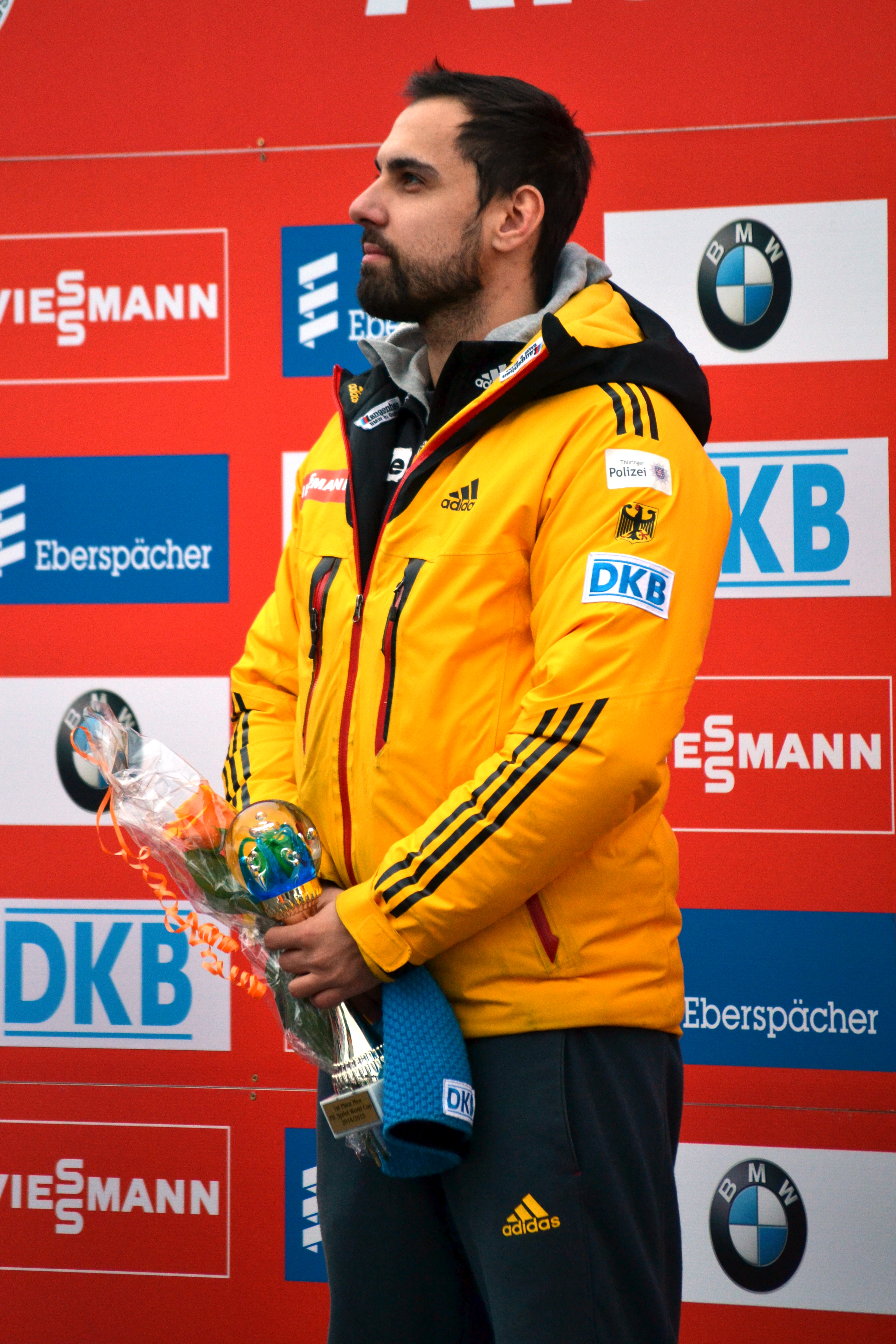
Andi Langenhan, Deutscher Meister

Bei den Männern gelang es erstmals dem Thüringer Andi Langenhan auf seiner Heimbahn den Deutschen Meistertitel zu erreichen. Er siegte vor Ralf Palik und Julian von Schleinitz. Der Titelverteidiger, Weltcupführende und spätere Vizeweltmeister Felix Loch fuhr nur auf Rang 4 vor Johannes Ludwig und Chris Eißler. Den Lokalmatadoren Toni Gräfe und Florian Berkes gelangen auf ihrer Heimbahn die Plätze 7 und 8 hinter Christian Paffe.

### Doppelsitzer
| Platz | Sportler                               | Verein                            | Zeit     |
| ----- | -------------------------------------- | --------------------------------- | -------- |
| 1     | Toni Eggert/Sascha Benecken            | BRC Ilsenburg/RT Suhl             | 1:23,146 |
| 2     | Tobias Wendl/Tobias Arlt               | RC Berchtesgaden/WSV Königssee    | +0,961   |
| 3     | Nico Grüßner/Chris Rohmeiß             | RC Waltershausen/RRC Zella-Mehlis | +1,216   |
| 4     | Robin Geueke/David Gamm                | BSC Winterberg                    | +1,641   |
| 5     | Tim Brendel/Markus Grassl              | RC Berchtesgaden/WSV Königssee    | +1,780   |
| 6     | Marcel Engljähringer/Rupert Staudinger | WSV Königssee/RC Berchtesgaden    | +2,496   |

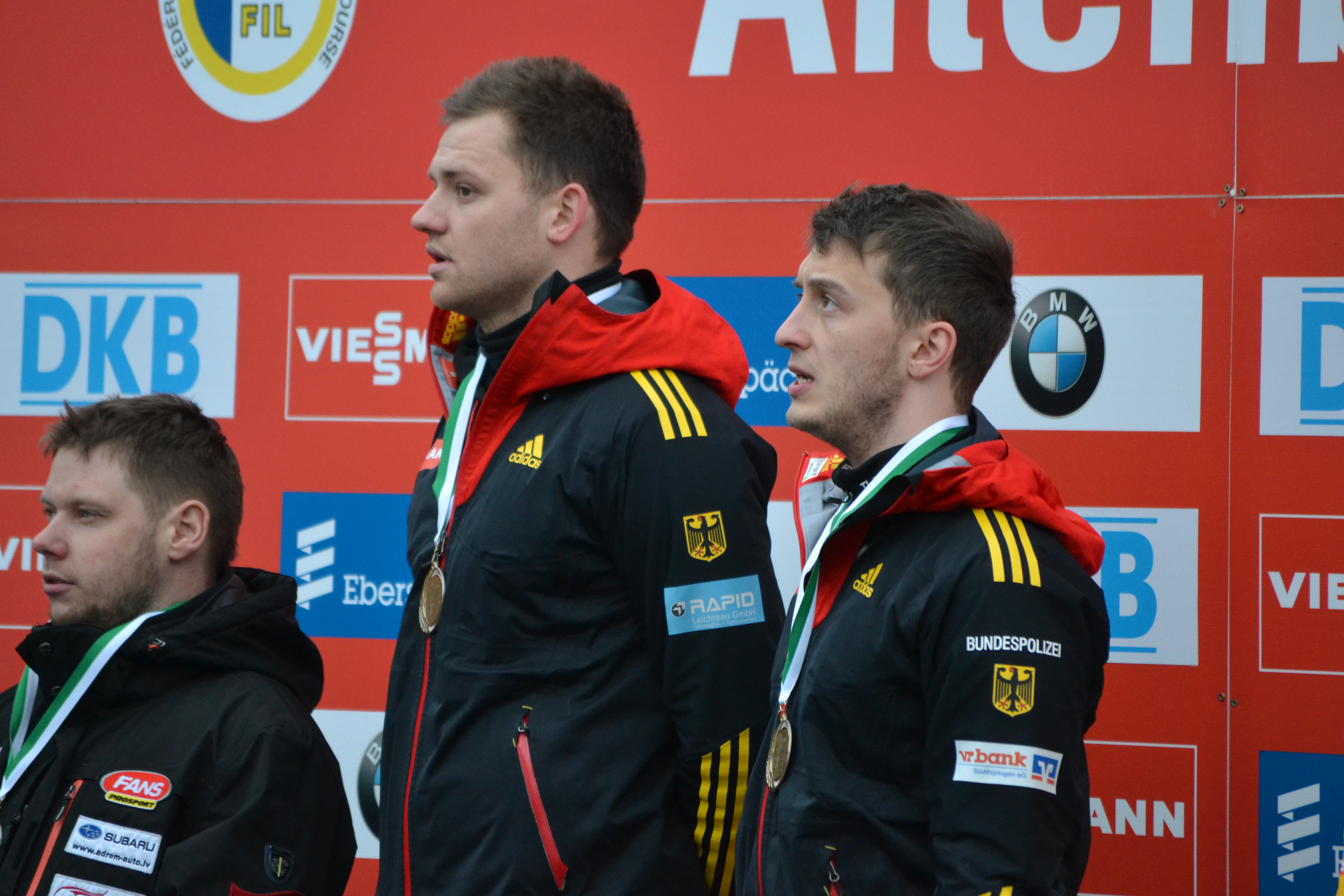
Toni Eggert und Sascha Benecken, Deutsche Meister

Bei den Doppelsitzern gelang den Titelverteidigern und Weltcupführenden Toni Eggert und Sascha Benecken die Verteidigung ihres Meistertitels vor den späteren Welt- und Europameistern Tobias Wendl und Tobias Arlt. Auf Rang 3 fuhr die Nachwuchsdoppelsitzer Nico Grüßner und Chris Rohmeiß vor den Weltcupstartern Robin Geueke und David Gamm sowie den Doppelsitzern Tim Brendel und Markus Grassl. Auf dem sechsten Rang landeten Marcel Engljähringer und Rupert Staudinger. Dieses Doppelsitzerpaar trennte sich wenig später wegen ausbleibender Erfolge. Während Engljähringer seine aktive Laufbahn beendete, wechselte Staudinger aufgrund einer doppelten Staatsbürgerschaft zur Great Britain Luge Association und startet seitdem für das Vereinigte Königreich.